# Zuydcoote
Zuydcoote é uma comuna francesa na região administrativa de Altos da França, no departamento do Norte. Estende-se por uma área de 2.6 km². Em 2010 a comuna tinha 1 676 habitantes (densidade: 644,6 hab./km²).